# Upstate New York
Upstate New York désigne la partie de l'État américain de New York située au nord de la région métropolitaine de New York. 

Régions de l'État de New York telles que définies par le Département du développement économique de l'État de New York.

Elle comprend la plus grande partie de l'État de New York, à l'exception de New York, de Long Island et du bas de la vallée du fleuve Hudson, bien que la limite précise soit toujours débattue,. Les principales villes sont Buffalo, Rochester, Albany et Syracuse.
Avant la guerre d'indépendance des États-Unis, l’Upstate était peuplé par les Amérindiens, surtout de la Confédération iroquoise des Six Nations. La région a connu de nombreuses batailles entre l'armée continentale et les Iroquois, et plusieurs traités rédigés après la guerre virent une grande partie du territoire cédé aux colons d'origine européenne. Le développement de l'État de New York fut stimulé par l'ouverture du canal Érié en 1825, qui a grandement facilité le transport de marchandises entre le port de New York et les villes intérieures le long des Grands Lacs. En conséquence, l’Upstate est devenu un foyer pour la fabrication, donnant naissance à des entreprises telles que General Electric, IBM, Kodak et Xerox, accueillant aussi un afflux important d'immigrants. Depuis le milieu du XXe siècle, la désindustrialisation américaine a contribué au déclin économique et démographique de la région qui est maintenant largement considérée comme faisant partie de la Rust Belt.
Contrairement à la zone métropolitaine de New York, l’Upstate New York est encore largement rural malgré l'industrialisation. En conséquence, l'agriculture y est développée : produits laitiers, production de fruits (en particulier les pommes) et vinification. New York dépend des ressources naturelles de l'État du Nord pour une variété de services, y compris l'approvisionnement en eau et l'électricité de la ville. La région abrite plusieurs destinations touristiques et récréatives populaires, notamment les chutes du Niagara, les montagnes Adirondacks et Catskill et les Finger Lakes.